# 당진우체국
당진우체국(唐津郵遞局)은 대한민국 충청남도 당진시 당진동에 있는 충청남도 당진시 일원을 관할하는 충청지방우정청 소속의 우편물 취급기관이다.

## 연혁
- 1905년 6월 11일: 당진임시우체소 설치
- 1906년 12월 1일: 당진우체소 개칭
- 1911년 7월 15일: 당진우편소로 개소
- 1971년 12월 31일: 5급관서로 승격
- 1983년 1월 1일: 체신예금
- 1983년 7월 1일: 체신보험
- 1988년 1월 1일: 현 청사로 이전
- 1996년 7월 10일: 청사증축
- 2015년 7월 20일: 우편구역을 다음과 같이 고시[1]

| 배달국         | 배달구역                            | 구역번호 |
| -------------- | ----------------------------------- | --- |
| 당진우체국     | 당진시 동 전체, 송악읍 · 송산면     | 31709 ~ 31729 31731 ~ 31738 31762 ~ 31789 (단, 31779, 31789 중 고대면, 정미면 지역 제외, 31786 중 순성면 지역 제외) |
| 합덕우체국     | 합덕읍 · 우강면 · 순성면 · 면천면   | 31751 ~ 31761 31803 ~ 31816 (단, 31751 중 신평면 지역 제외)                                                         |
| 당진정미우체국 | 정미면 · 대호지면 · 고대면 · 석문면 | 31700 ~ 31708 31790 ~ 31802 (단, 31793 ~ 31794, 31801 중 행정동 · 채운동 · 우두동 지역 제외)                        |
| 신평우체국     | 신평면                              | 31730 31739 ~ 31751 (단, 31751 중 우강면 지역 제외)                                                                 |

- 2020년 9월 28일 : 중흥우체국 폐국[2]
- 2020년 10월 5일 :중흥우편취급국 신설[3]

## 관할 우체국
| 우체국명           | 사진 | 주소                                            | 비고                 |
| ------------------ | ---- | ----------------------------------------------- | -------------------- |
| 고대우체국         |      | 충청남도 당진시 고대면 고대로 20 (용두리)       |                      |
| 기지시우체국       |      | 충청남도 당진시 송악읍 기지시1길 49 (기지시리)  |                      |
| 당진거산우편취급국 |      | 충청남도 당진시 신평면 거산3거리길 18 (거산리)  |                      |
| 당진읍내우편취급국 |      | 충청남도 당진시 당진시장북길 37-4 (읍내동)      |                      |
| 당진정미우체국     |      | 충청남도 당진시 정미면 정미로 706-1 (천의리)    |                      |
| 당진채운우편취급국 |      | 충청남도 당진시 서부로 210 (채운동)             |                      |
| 대호지우체국       |      | 충청남도 당진시 대호지면 4.4만세로 37 (조금리)  |                      |
| 면천우체국         |      | 충청남도 당진시 면천면 한천로 871 (성상리)      |                      |
| 석문우체국         |      | 충청남도 당진시 석문면 통정3길 7 (통정리)       |                      |
| 송산우체국         |      | 충청남도 당진시 송산면 상거중앙길 63-1 (상거리) |                      |
| 순성우체국         |      | 충청남도 당진시 순성면 남부로 1154 (봉소리)     |                      |
| 신평우체국         |      | 충청남도 당진시 신평면 신평로 837 (금천리)      |                      |
| 우강우체국         |      | 충청남도 당진시 우강면 면천로 1783 (창리)       |                      |
| 중흥우체국         |      | 충청남도 당진시 송악읍 송악로 662 (중흥리)      | 2020년 9월 28일 폐국 |
| 중흥우편취급국     |      | 충청남도 당진시 송악읍 송악로 662 (중흥리)      | 2020년 10월 5일 신설 |
| 합덕우체국         |      | 충청남도 당진시 합덕읍 버그내1길 113 (운산리)   |                      |